# Gościeszyn (województwo kujawsko-pomorskie)

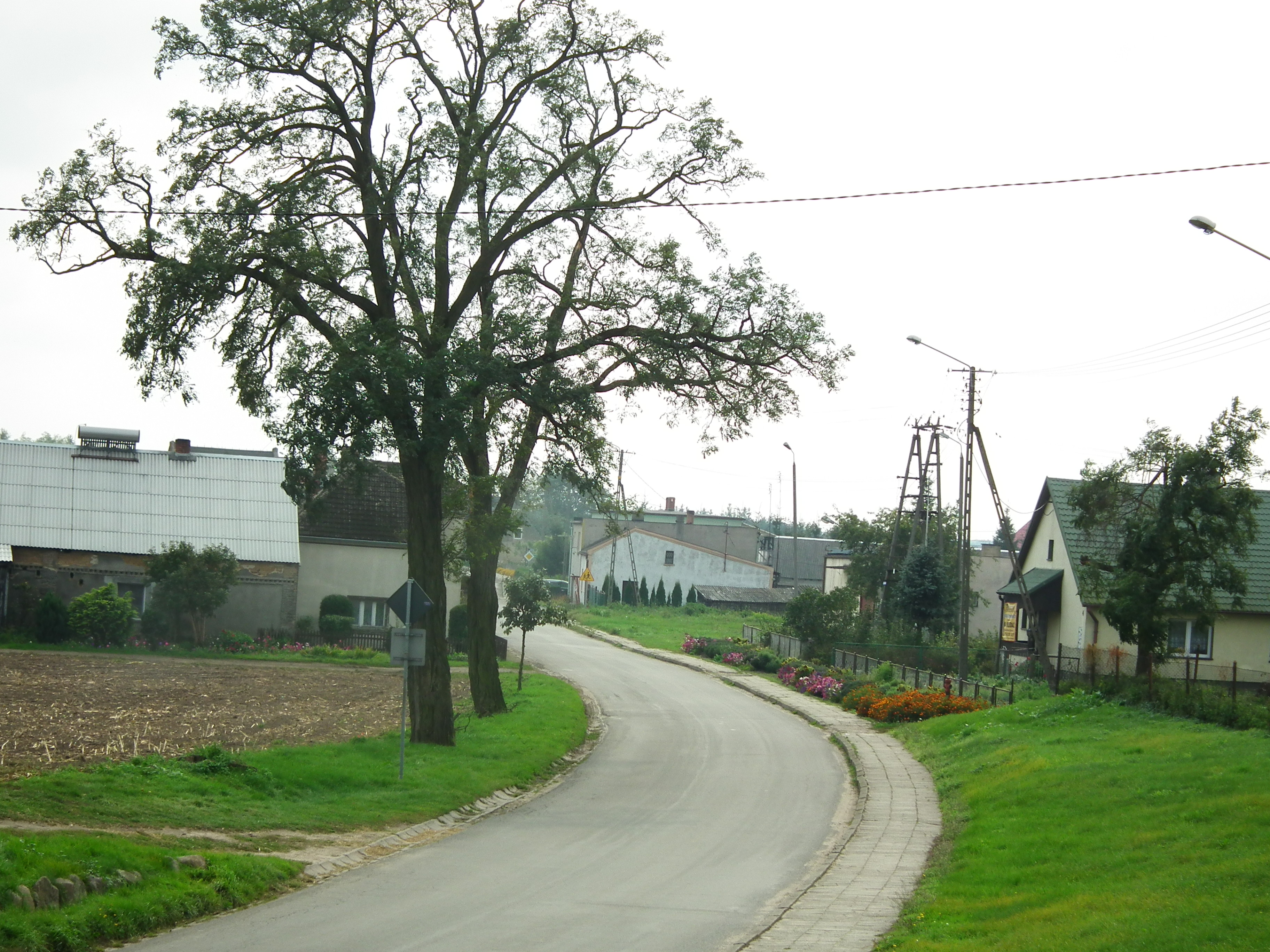
Fragment wsi

Gościeszyn – wieś w województwie kujawsko-pomorskim, w powiecie żnińskim, w gminie Rogowo.
Wieś duchowna Gościszyno, własność kapituły katedralnej gnieźnieńskiej, pod koniec XVI wieku leżała w powiecie gnieźnieńskim województwa kaliskiego.

## Współczesność i zabytki
We wsi znajduje się kościół pw. Nawiedzenia Najświętszej Marii Panny z lat 1959–1960 (sanktuarium maryjne). Wewnątrz wisi cudowny obraz Matki Boskiej w Ogrodzie Mistycznym z XV w., najprawdopodobniej szkoła niderlandzka z kręgu artystycznego Dirka Boutsa. Obecnie funkcję proboszcza pełni ks. Henryk Sawiński.
We wsi działa Zespół Szkół Publicznych, jednostka OSP, zakład produkcyjny drewnianej architektury ogrodowej i więźb dachowych, dwa sklepy spożywczo-przemysłowe, przystanek autobusowy, punkt pocztowy.
W latach 1934–1939 istniała gmina Gościeszyn. W latach 1954–1971 wieś należała i była siedzibą władz gromady Gościeszyn, po jej zniesieniu w gromadzie Rogowo. W latach 1975–1998 miejscowość administracyjnie należała do województwa bydgoskiego. Według Narodowego Spisu Powszechnego (III 2011 r.) liczyła 247 mieszkańców. Jest dziewiątą co do wielkości miejscowością gminy Rogowo.

## Geografia
Wieś położona jest na Pojezierzu Gnieźnieńskim, tuż za południową granicą Pałuk.

## Historia
Dokładna data założenia wsi nie jest znana, historycy uważają, że istniała już w okresie bulli protekcyjnej wydanej przez papieża Innocentego II w roku 1136. Nazwa wsi wywodzi się od imienia Gościsza, które to wymienia wspomniana bulla. Osadnik ten lub jego syn mógł być założycielem miejscowości, świadczyć może o tym końcówka w nazwie „-szyn”, która początkowo mogła mieć wydźwięk „-syn”. Od wieków związany z Wielkopolską. Wieś stała się ośrodkiem religijnego i społecznego oddziaływania po wybudowaniu w XIV w. pierwszego kościoła i utworzeniu parafii.
Przed 1929 r. powstaje agencja pocztowa. Pierwsza łączność pocztowa wsi odbywała się już w drugiej połowie XIX w. poprzez pocztę konną. Z Gniezna lasami przez Ganinę i Sarnówko jeździł dyliżans pocztowy, w Gościeszynku przed oberżą wydawano listy, dalsza podróż odbywała się przez Budzisław, gdzie wymieniano konie i dalej ruszano w kierunku Żnina i Bydgoszczy. W okresie międzywojennym wieś była siedzibą gminy, która kierował wójt Franciszek Sobczak, właściciel ziemski wywieziony w 1939 r. do Generalnego Gubernatorstwa. Pierwsza szkoła powstała w XVIII w. W latach 1919–1939 szkoła miała kategorię II stopnia z klasami od I do VI. W czasie okupacji hitlerowskiej do szkoły uczęszczały tylko niemieckie dzieci, polskie musiały przenieść się do pobliskiej wsi Cegielnia. W 1968 r. Społeczny Komitet Budowy Szkoły zaczął budowę nowej siedziby, którą otwarto 4 września 1971 r. Od 1954 r. działała pierwsza regularna linia PKS zapewniająca dojazd do Żnina.